# Bison des bois
Bison bison athabascae
Cet article concerne l'espèce actuelle. Pour le Bison des bois du Pléistocène, voir Bison schoetensacki.
Pour les articles homonymes, voir Bison (homonymie).
Sous-espèce
Statut CITES
Le Bison des bois, Bison bison athabascae, est une sous-espèce du Bison d'Amérique du Nord qui vit dans la taïga nord-américaine. Plus massif que le Bison des plaines, le Bison des bois est le plus gros mammifère terrestre d'Amérique du Nord.

## Répartition
Il habite la forêt boréale (ou taïga) du Canada et de l'Alaska. La sous-espèce est majoritairement composée d'animaux vivant en liberté (de l´ordre de 7.500 individus) à l'inverse du Bison des plaines (Bison bison bison) qui a été largement domestiqué.
Son habitat est forestier à l'instar du Bison d'Europe.
Le Bison des bois a toujours été moins abondant que le Bison des plaines et est, de ce fait, protégé par la CITES au titre de l'annexe II.

## Publication originale
- Rhoads, 1897 : Notes on Living and Extinct Species of North American Bovidæ. Proceedings of the Academy of Natural Sciences of Philadelphia, vol. 49, pp. 483-502 (texte intégral) (en).